# Washington (Utah)
Washington è un comune degli Stati Uniti d'America, nella contea di Washington nello Stato dello Utah.

## Luoghi d’interesse
All’interno della contea è presente una città fantasma visitabile con una guida: Hamblin.